# 章贡区

章贡区的地理位置

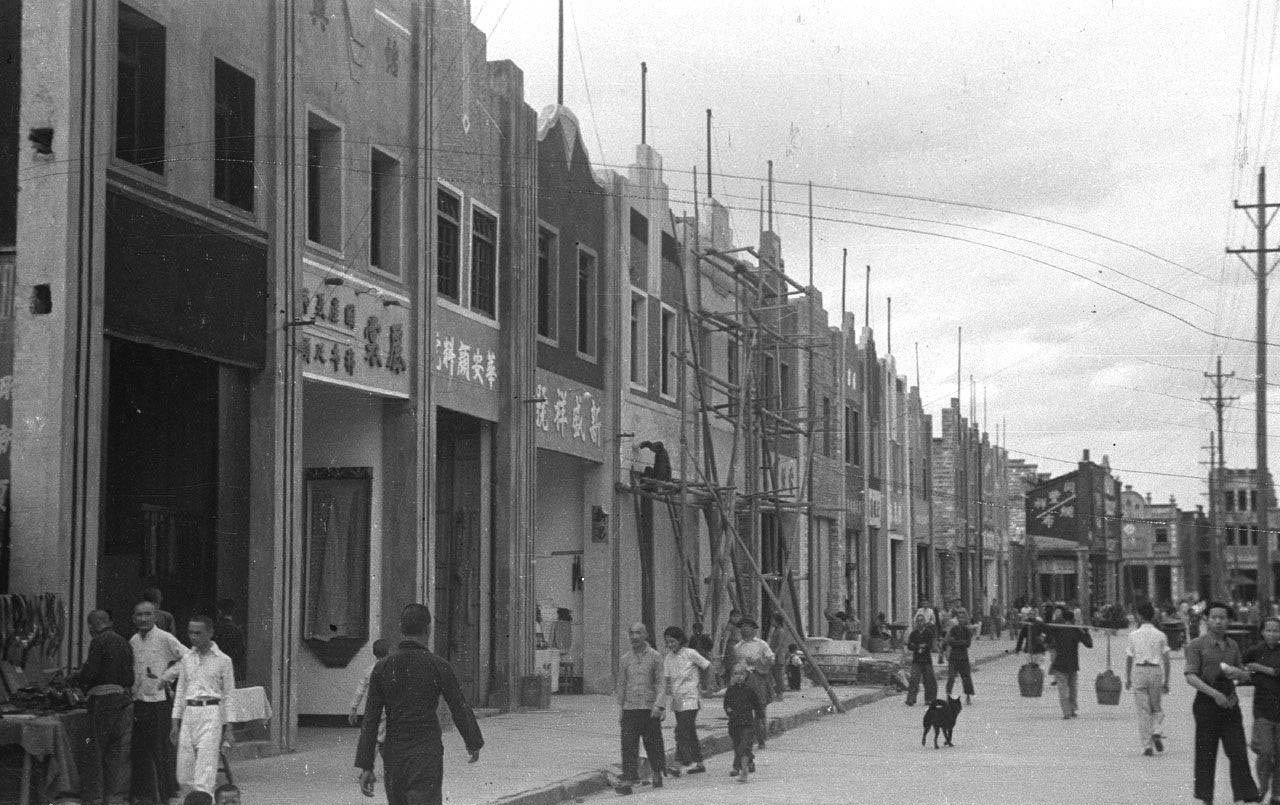
1940年代初期时的赣州街景

章贡区是中国江西省赣州市的一个市辖区，是赣州主城区，全市政治、经济、文化、交通和信息中心。章贡区汉高祖六年（公元前201年）始建制设县；宋定名赣州；1999年6月撤原县级赣州市设区，城區三面環水，三江六岸，是中國十佳宜居城市之一、區人民政府駐章江路16號。

## 地理区位
章贡区位于江西省南部，赣州市中偏西北部，地处北纬25°40′16″～25°58′56″、东经114°46′44″～115°03′40″之间。东、南、北与赣县区接壤，西与南康区、赣州经济技术开发区相邻，国土面积375.52平方公里。
章貢區位於昌贛深和渝長廈高鐵大動脈的交叉點，大廣、濟廣、廈蓉等高速公路在境內形成環城網。贛江在八境台下由章江和貢江匯流而成，左“章”右“貢”合稱贛，因此章貢區又被稱為“千里贛江第一城”。

## 行政区划
章贡区下辖7个街道办事处、8个镇：
解放街道、赣江街道、南外街道、东外街道、章江街道、黄金岭街道、沙石镇、水东镇、水南街道、湖边镇、沙河镇、水西镇、潭东镇、潭口镇、蟠龙镇、赣州经济技术开发区和沙河工业园。

## 人口
根據第七次人口普查數據，截至2020年11月1日零時，章貢區常住人口為1123276人

## 交通
- 京九铁路、赣龙铁路、赣瑞龙铁路：赣州东站

## 文化古迹
历史文化街区：
1. 七里镇历史文化街区（水东镇七里村）
2. 郁孤台历史文化街区
3. 姚衙前历史文化街区（解放街道姚衙前社区）
4. 灶儿巷历史文化街区
5. 南市街历史文化街区
6. 慈姑岭历史文化街区